# Wybory powszechne w Kostaryce w 2010 roku
Wybory powszechne w Kostaryce w 2010 roku – wybory prezydenckie, parlamentarne i lokalne w Kostaryce przeprowadzone 7 lutego 2010. Zwycięstwo w wyborach prezydenckich odniosła Laura Chinchilla, zdobywając prawie 47% głosów poparcia i zostając tym samym pierwszą kobietą w historii Kostaryki wybraną na urząd szefa państwa. Wybory parlamentarne wygrała rządząca Partia Wyzwolenia Narodowego (PLN).

## Organizacja wyborów i kandydaci

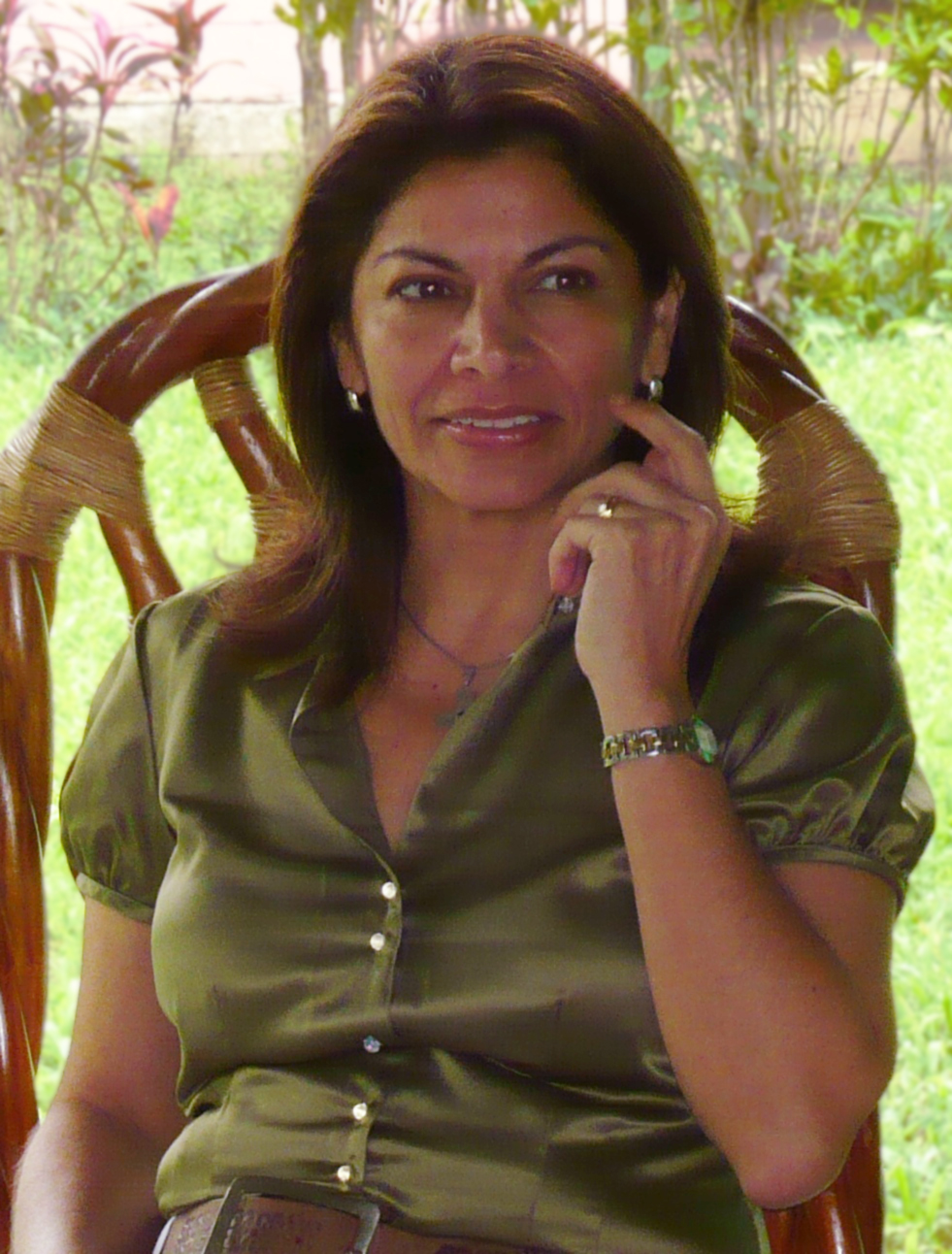
Laura Chinchilla

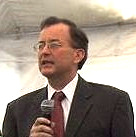
Ottón Solís

W wyborach w 2010 obywatele Kostaryki decydowali o obsadzie urzędu szefa państwa, dwóch wiceprezydentów, 57 deputowanych do parlamentu oraz 495 przedstawicieli władz lokalnych. Nowy prezydent 8 maja 2010 zastąpi na stanowisku urzędującego od 2006 Oscara Ariasa. Zgodnie z konstytucją do zwycięstwa wymagane było zdobycie ponad 40% głosów w pierwszej turze wyborów prezydenckich. W przeciwnym wypadku, dwóch kandydatów z największą liczbą głosów zmierzyłoby się w kwietniu w drugiej turze wyborów. Do wyborów uprawnionych było ponad 2,8 mln z 4,5 mln mieszkańców. Wybory były monitorowane przez około 200 obserwatorów z 17 państw oraz OPA.
O urząd prezydenta ubiegało się 7 kandydatów. Głównymi faworytami byli Laura Chinchilla z rządzącej socjaldemokratycznej Partii Wyzwolenia Narodowego (PLN), Otto Guevara z liberalnego Movimiento Libertario oraz Ottón Solís z centrolewicowej Partii Działania Obywatelskiego (PAC). 15 stycznia 2010 dwaj kandydaci, Rolando Araya Monge i Walter Muñoz wycofali się z wyborów, przekazując swoje poparcie na rzecz Ottóna Solisa, jednak ich nazwiska pozostały na kartach do głosowania. Lista kandydatów w wyborach prezydenckich:
| Logo | Partia polityczna                                                                 | Kandydat                 |
| ---- | --------------------------------------------------------------------------------- | ------------------------ |
|      | Partido Accesibilidad sin Exclusión (PASE)                                        | Óscar López Arias        |
|      | Partia Działania Obywatelskiego (Partido Acción Ciudadana, PAC)                   | Ottón Solís              |
|      | Szeroki Front (Frente Amplio)                                                     | Eugenio Trejos Benavides |
|      | Partia Wyzwolenia Narodowego (Partido Liberación Nacional, PLN)                   | Laura Chinchilla         |
|      | Movimiento Libertario                                                             | Otto Guevara             |
|      | Renovación Costarricense                                                          | Mayra González León      |
|      | Partia Jedności Chrześcijańsko-Społecznej (Partido Unidad Social Cristiana, PUSC) | Luis Fishman Zonzinski   |

## Kampania wyborcza
Sondaże przedwyborcze wskazywały na sięgającą ok. 20% głosów przewagę Laury Chinchilli nad Guevarą i Solisem. Chinchilla, wiceprezydent i minister w gabinecie cieszącego się popularnością prezydenta Ariasa, w kampanii wyborczej obiecywała kontynuację polityki jego rządu. Zapowiadała wspieranie liberalizacji gospodarki i wolnego handlu, wzmacnianie regionalnych układów o wolnym handlu i zabieganie o inwestycje zagraniczne w kraju. W kwestiach społecznych przeciwna była prawu do aborcji, zawieraniu małżeństw jednopłciowych i zmianie przepisów konstytucji o katolicyzmie jako religii państwowej. Opowiadała się za walką z przestępczością i zwiększeniem wydatków na bezpieczeństwo publiczne.
Otto Guevara, prawnik i lider liberalnej partii Movimento Libertario, startujący w wyborach po raz trzeci, w swoim programie kładł nacisk na sprawy bezpieczeństwa obywateli i walki z rosnącą przestępczością. Opowiadał się za podwyższeniem kar dla przestępców i złagodzeniem prawa do posiadania broni przez obywateli. Wzywał do reformy administracji, eliminacji zbędnej biurokracji i uporządkowania wydatków w sferze opieki zdrowotnej i systemu ubezpieczeń. W kwestiach gospodarczych był zwolennikiem wolnego rynku i zastąpienia chwiejnej waluty narodowej dolarem amerykańskim. Ottón Solis, ekonomista i lider centrolewicowej PAC, startujący również po raz trzeci w wyborach prezydenckich, sprzeciwiał się obowiązującemu Środkowoamerykańskiemu Układowi o Wolnym Handlu (Central America Free Trade Agreement, CAFTA).

## Wyniki wyborów
W wyborach prezydenckich zdecydowane zwycięstwo już w pierwszej turze odniosła Laura Chinchilla z rządzącej PLN, zdobywając prawie dwa razy więcej głosów od swoich rywali. Uzyskała prawie 47% głosów, pokonując Ottona Solisa (25%) oraz Otto Guevarę (21%). Chinchilla, tuż po zakończeniu głosowania, podziękowała obywatelom słowami „Dziękuję Ci, Kostaryko” oraz zobowiązała się nie zawieść ich zaufania. Podziękowała również odchodzącemu gabinetowi za dobrą pracę. Jej dwaj konkurenci uznali swoją porażkę i złożyli jej gratulacje.
W wyborach parlamentarnych zwycięstwo odniosła rządząca Partia Wyzwolenia Narodowego (PLN), zdobywając 23 mandaty w 57-osobowym parlamencie, co jednak oznaczało brak większości głosów w izbie. Drugie miejsce z 11 mandatami zajęła Partia Działania Obywatelskiego (PAC), a trzecie Movimiento Libertario (10 mandatów).
- Wyniki wyborów prezydenckich i parlamentarnych (po przeliczeniu 95,5% głosów)

| Kandydat - Partia polityczna | Kandydat - Partia polityczna                                   | Wybory prezydenckie   | Wybory prezydenckie   | Wybory parlamentarne | Wybory parlamentarne |
| Kandydat - Partia polityczna | Kandydat - Partia polityczna                                   | Liczba głosów         | % głosów              | Liczba mandatów      | % głosów             |
|                              | Laura Chinchilla (Partido Liberación Nacional, PLN)            | 863 803               | 46,78%                | 23                   | 37,16%               |
|                              | Ottón Solís (Partido Acción Ciudadana, PAC)                    | 464 454               | 25,15%                | 11                   | 17,68%               |
|                              | Otto Guevara (Movimiento Libertario, ML)                       | 384 540               | 20,83%                | 10                   | 14,48%               |
|                              | Luis Fishman Zonzinski (Partido Unidad Social Cristiana, PUSC) | 71 330                | 3,86%                 | 6                    | 8,05%                |
|                              | Óscar López Arias (Partido Accesibilidad sin Exclusión, PASE)  | 35 215                | 1,91%                 | 4                    | 9,17%                |
|                              | Mayra González León (Renovación Costarricense)                 | 13 376                | 0,72%                 | 1                    | 3,79%                |
|                              | Eugenio Trejos Benavides (Frente Amplio)                       | 6 822                 | 0,37%                 | 1                    | 3,66%                |
|                              | Rolando Araya Monge (Alianza Patriótica)                       | 3 795                 | 0,21%                 | 0                    | 1,49%                |
|                              | Walter Muñoz (Partido Integración Nacional)                    | 3 198                 | 0,17%                 | 0                    | 0,82%                |
|                              | Restauración Nacional                                          | Restauración Nacional | Restauración Nacional | 1                    | 1,62%                |
|                              | Pozostałe partie                                               | Pozostałe partie      | Pozostałe partie      | 0                    | 2,07%                |
| Głosy nieważne               | Głosy nieważne                                                 | 36 651                |                       |                      |                      |
| Razem                        | Razem                                                          | 1 883 094 (69,14%)    | 100%                  | 57                   | 100%                 |
| Źródło:                      |                                                                |                       |                       |                      |                      |